# 西海道

西海道

西海道（日语：／ Saikai dō */?）是五畿七道之一，九州岛以及周边各岛屿。後来琉球也被包括进来。
- 丰前国（丰州）
- 丰後国（丰州）
- 筑前国（筑州）
- 筑後国（筑州）
- 肥前国（肥州）
- 肥後国（肥州）
- 日向国（日州、向州）
- 大隅国（隅州）
- 薩摩国（薩州）
- 壹岐国（壹州）
- 对馬国（对州）
- 702年至824年间
  - 多褹国
- 明治时代扩张时
  - 琉球国

## 关连条目
- 日本古代道路（日语：日本の古代道路）
- 鎮西
- 九州